# Brandon Aguilera
Brandon Aguilera Zamora (* 28. Juni 2003 in Grecia) ist ein costa-ricanischer Fußballspieler.

## Karriere

### Verein
Er startete seine Karriere in der Jugend des AD Carmelita und ging hier zum Jahresstart 2019 in den Kader der ersten Mannschaft über. Zur Saison 2019/20 folgte dann sein Wechsel zum LD Alajuelense, wo er auch noch wieder für die U20 zum Einsatz kam. Nach ein paar Einsätzen in den darauffolgenden Jahren, verliehen ihn diese Anfang 2022 bis zum Saisonende zu AD Guanacasteca. Danach wechselte er offiziell für eine Ablöse von 950.000 € zu Nottingham Forest. Da diese ihn aber per Leihe noch bis zum Ende des Jahres 2022 bei Guanacasteca lassen, wird er erst 2023 in den Kader des englischen Klubs stoßen.

### Nationalmannschaft
Sein Debüt in der costa-ricanischen Nationalmannschaft hatte er am 30. März 2022 bei einer 0:2-Niederlage gegen die USA bei der Qualifikation für die Weltmeisterschaft 2022. Hier stand er in der Startelf und wurde dann zur 68. Minute für Douglas López ausgewechselt.